# Stephan Moccio
Stephan Moccio (20 de outubro de 1972) é um compositor e cantor canadense. Venceu o Grammy Award pelas canções "Earned It" e "I Know You".

## Discografia
| Título                               | Artista             | Álbum                  | Ano  |
| ------------------------------------ | ------------------- | ---------------------- | ---- |
| A New Day Has Come                   | Celine Dion         | A New Day Has Come     | 2002 |
| Ballerina                            | Ne-Yo               | Non-Fiction            | 2015 |
| Earned It                            | The Weeknd          | Fifty Shades of Grey   | 2015 |
| I Believe                            | Nikki Yanofsky      | Nikki                  | 2010 |
| I Know You                           | Holly Hafermann     | Fifty Shades of Grey   | 2015 |
| My Heart Was Home Again              | Josh Groban         | With You               | 2007 |
| Need you Love You                    | Gladys Knight       | Where My Heart Belongs | 2014 |
| Perfect Gift                         | The Canadian Tenors | The Perfect Gift       | 2010 |
| What You Never Know                  | Sarah Brightman     | Harem                  | 2003 |
| What You Never Know (Won't Hurt You) | Hayley Westenra     | Odyssey                | 2005 |
| Wrecking Ball                        | Miley Cyrus         | Bangerz                | 2013 |